# Schultesianthus
Schultesianthus je biljni rod krumpirovki smješten u tribus Solandreae, dio potporodice Solanoideae. Pripada mu 8 vrsta epifita i lijana rasprostranjenih od Meksika do Venezuele i Perua.
Rod je opisan u Kurtziana 10: 35–39. 1977.

## Vrste
1. Schultesianthus coriaceus (Kuntze) Hunz.
2. Schultesianthus crosbyanus (D'Arcy) S.Knapp
3. Schultesianthus dudleyi Bernardello & Hunz.
4. Schultesianthus leucanthus (Donn.Sm.) Hunz.
5. Schultesianthus megalandrus (Dunal) Hunz.
6. Schultesianthus odorifer (Cuatrec.) Hunz.
7. Schultesianthus uniflorus (Lundell) S.Knapp
8. Schultesianthus venosus (Standl. & C.V.Morton) S.Knapp